# 千葉県道22号千葉八街横芝線
千葉県道22号千葉八街横芝線（ちばけんどう22ごう ちばやちまたよこしばせん）は、千葉県千葉市中央区から八街市を経て、山武郡横芝光町横芝に至る県道（主要地方道）である。

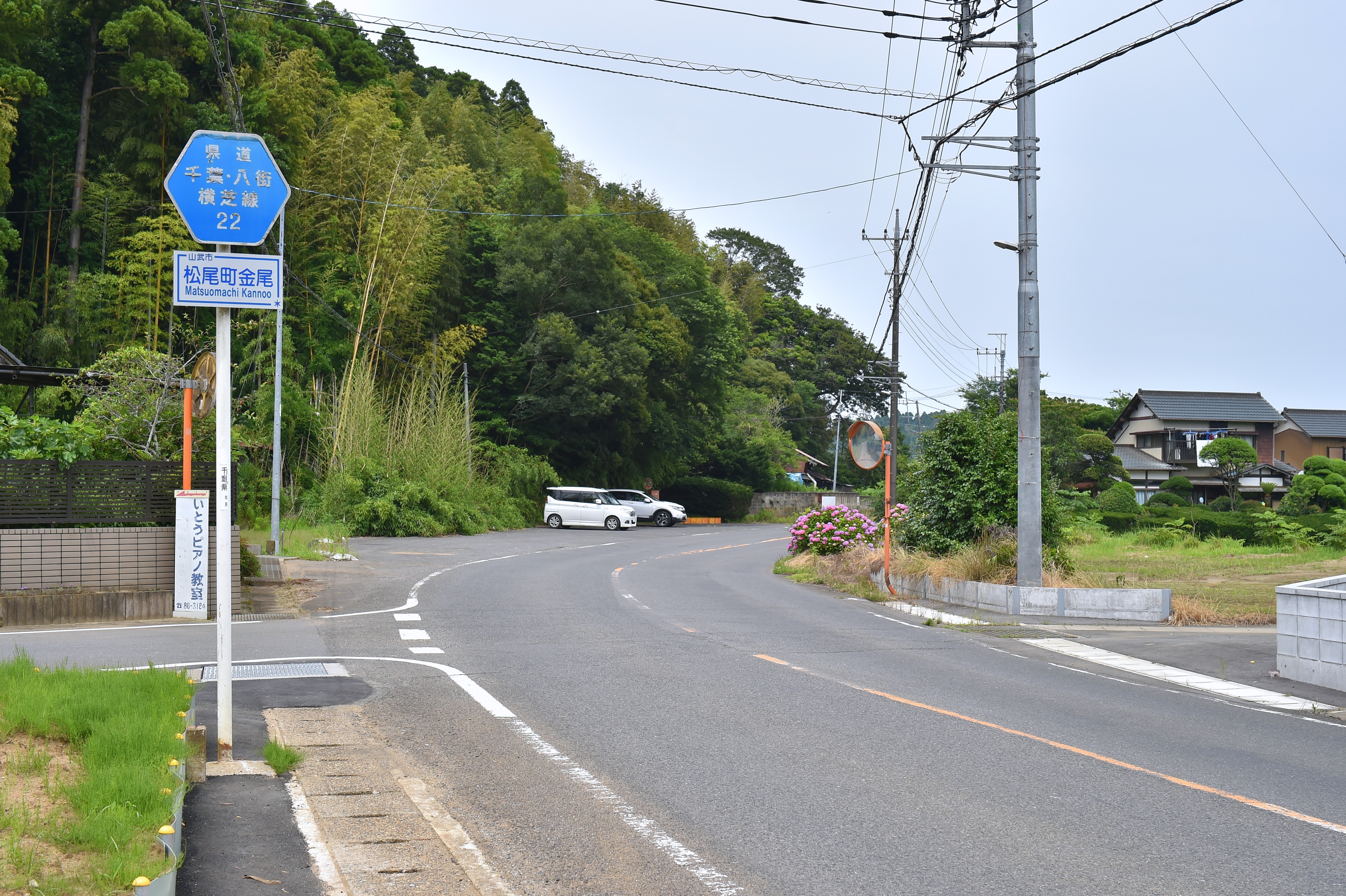
千葉県道22号千葉八街横芝線・山武市松尾町金尾（2023年6月）

## 概要
千葉市中央区本町1丁目の「広小路交差点」を起点とし、山武郡横芝光町横芝の「本町交差点」を終点とする。
千葉市中央区本町1丁目の「広小路交差点」から佐倉市坂戸の「坂戸三叉路」まで国道51号と重複する。坂戸三叉路を八街方面へ右折すると単独区間となり、八街市から山武市に至る。山武市松尾町松尾の「松尾駅入口交差点」で国道126号と合流し、終点の山武郡横芝光町横芝の「本町交差点」まで重複する。

### 路線データ
- 千葉県千葉市中央区本町1丁目（広小路交差点 = 国道14号終点、国道126号交点）
- 千葉県山武郡横芝光町横芝（本町交差点 = 千葉県道78号横芝上堺線、千葉県道79号横芝下総線起点）

## 重複区間
- 国道51号
千葉市中央区本町1丁目（広小路交差点） - 佐倉市坂戸（坂戸三叉路）
- 千葉県道116号横芝山武線
山武市埴谷 - 山武市麻生新田
- 千葉県道112号成田成東線
山武市松尾町金尾 - 山武市松尾町豊岡
- 国道126号
山武市松尾町松尾（松尾駅入口交差点） - 山武郡横芝光町横芝（本町交差点）
- （旧重複区間）千葉県道76号成東酒々井線
八街市八街ほ「五区」交差点[1] - 八街市八街ほ「八街十字路」交差点。2018年3月22日まで重複していたが、八街バイパスの一部開通により解消した。

## 地理

### 通過する自治体
- 千葉県
  - 千葉市（中央区-若葉区）- 四街道市 - 佐倉市 - 八街市 - 山武市 - 山武郡横芝光町

### 交差する道路
- 国道14号・国道51号・国道126号・国道128号（起点）
- 千葉県道64号千葉臼井印西線（千葉市若葉区貝塚町、四街道入口三叉路）
- 国道16号（千葉市中央区・若葉区、貝塚交差点）
- 千葉県道66号浜野四街道長沼線（四街道市吉岡、吉岡十字路）
- 千葉県道289号岩富山田台線（佐倉市岩富町、飯塚入口）
- 千葉県道277号神門八街線（八街市八街、松富）
- 千葉県道76号成東酒々井線、八街バイパス（八街市八街ほ、五区[2]）
- 国道409号（八街市八街ほ、八街十字路）
- 千葉県道43号八街三里塚線（八街市八街ほ、二区五差路）
- 千葉県道116号横芝山武線（山武市埴谷 - 山武市麻生新田、重複）
- 千葉県道118号成東山武線（山武市埴谷）
- 千葉県道112号成田成東線（山武市松尾町金尾 - 山武市松尾町豊岡、重複）
- 千葉県道111号松尾停車場線（山武市松尾町松尾、松尾駅入口交差点）
- 国道126号（山武市松尾町松尾、松尾駅入口交差点 - 山武郡横芝光町横芝、本町交差点、終点、重複）
- 千葉県道58号松尾蓮沼線・千葉県道62号成田松尾線（山武市松尾町松尾、猿尾交差点）
- 千葉県道78号横芝上堺線・千葉県道79号横芝下総線（終点）

## ギャラリー

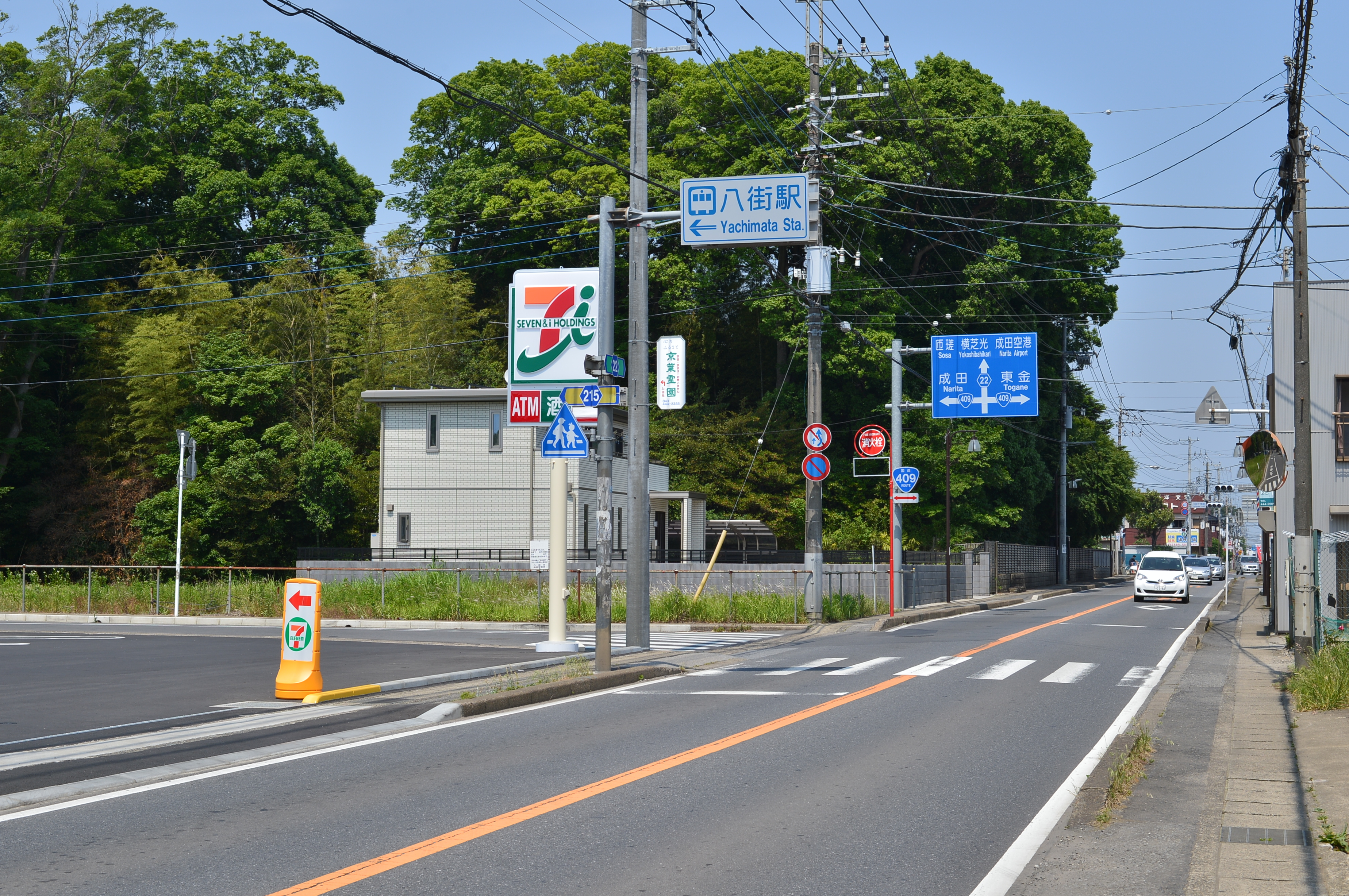
八街駅入口の交差点
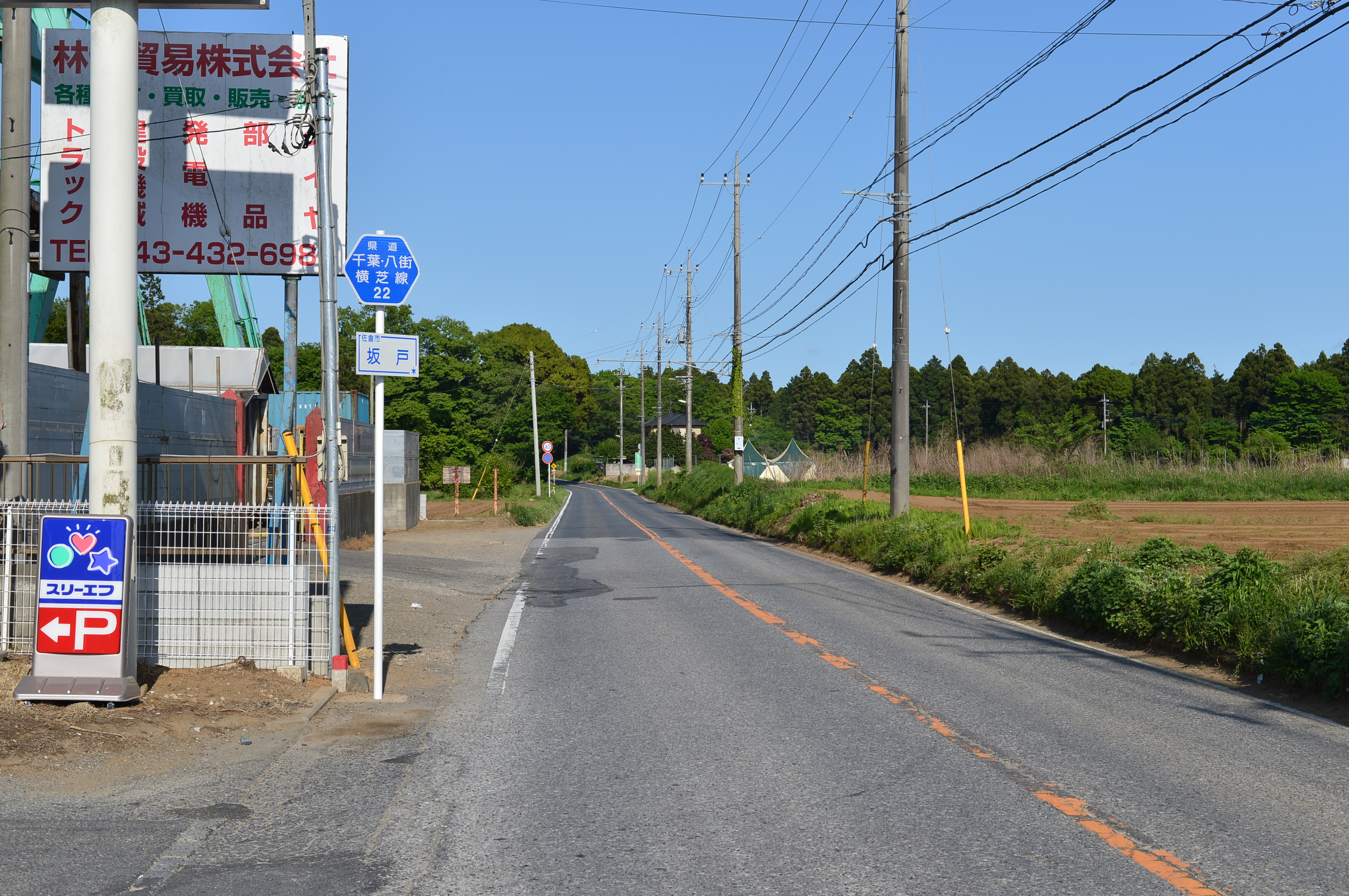
佐倉市坂戸交差点付近（2015年5月）
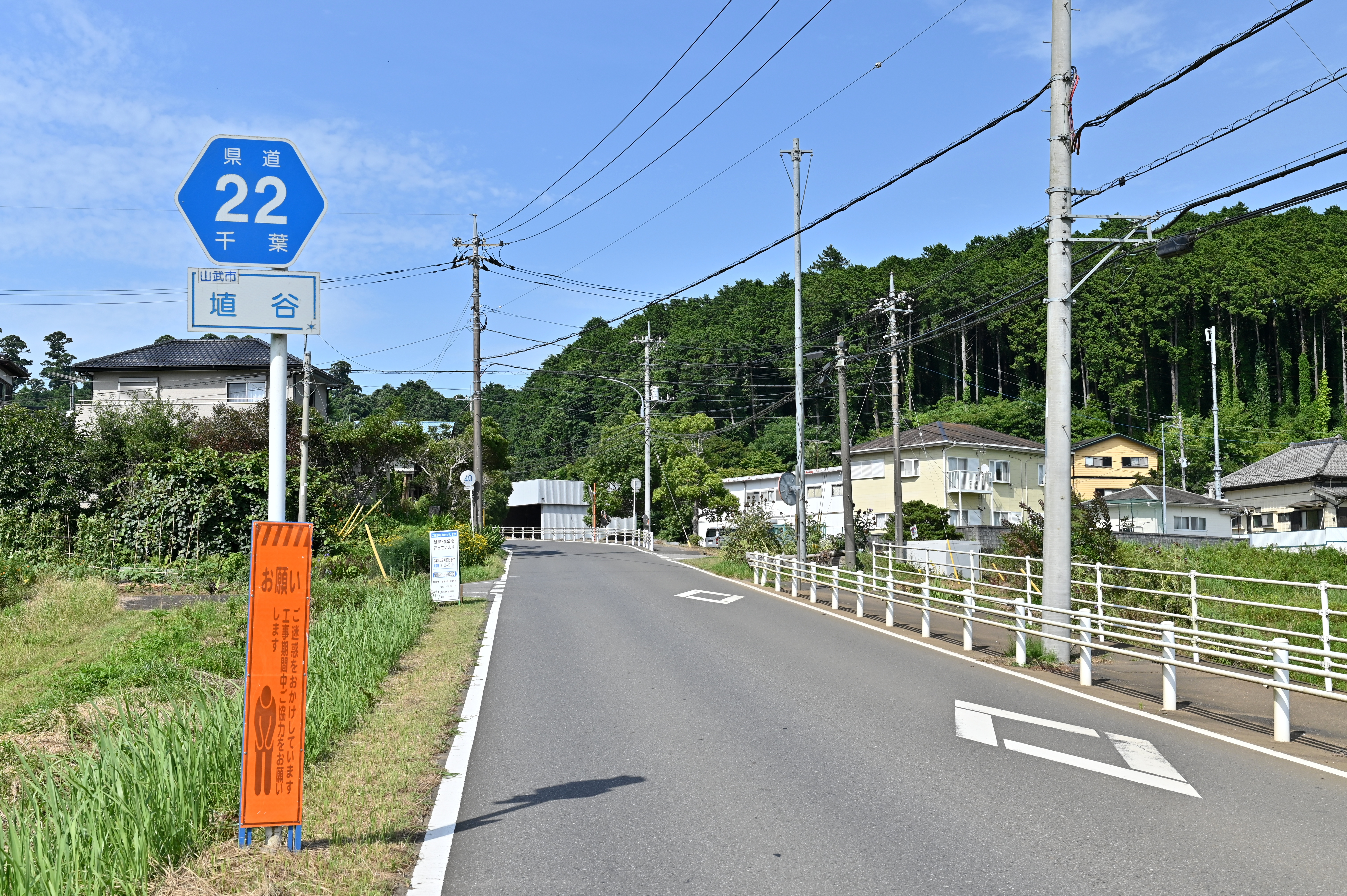
山武市埴谷（2024年7月）
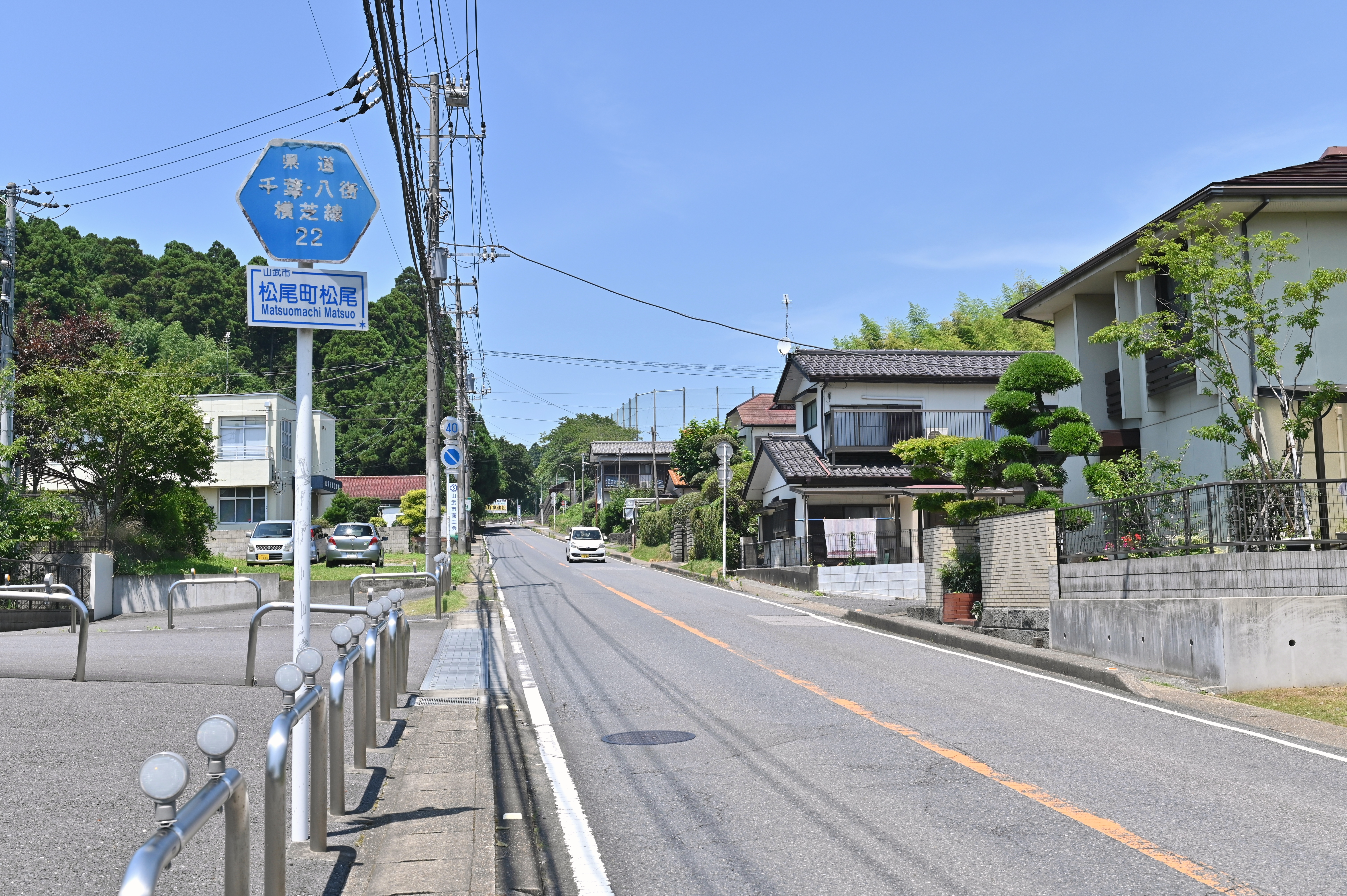
山武市松尾町松尾の旧道（2024年7月）